# Cullowhee
Cullowhee (en anglais [ˈkʌlʌhwiː]) est une census-designated place située dans le comté de Jackson, dans l’État de Caroline du Nord, aux États-Unis. Lors du recensement de 2010, sa population s’élevait à 9 428 habitants.
C'est à Cullowhee que se trouve l'une des deux fermes des corps que compte les États-Unis et qui est gérée par la Western Carolina University (en).

## Démographie
| 2000  | 2010  | - | - | - | - |
| ----- | ----- | - | - | - | - |
| 3 579 | 6 228 | - | - | - | - |

## Source
- (en) Cet article est partiellement ou en totalité issu de l’article de Wikipédia en anglais intitulé « Cullowhee, North Carolina » (voir la liste des auteurs).